# Spedizione britannica in Tibet
La spedizione britannica in Tibet (1903-1904) fu un'invasione del Tibet da parte dell'Esercito dell'India Britannica. L'obiettivo della spedizione era l'instaurazione di relazioni diplomatiche e commerciali tra il Raj britannico e il Tibet. I britannici erano inoltre preoccupati per via di una possibile espansione russa nel Tibet, punto di partenza per un'invasione dell'India.
La spedizione, tristemente nota per la battaglia di Guru, dove morirono tra i 600 e i 700 tibetani, portò gli inglesi fino a Lhasa, la capitale del Tibet. Il XIII Dalai Lama aveva però lasciato il Potala ed era andato in esilio in Mongolia.